# Tomarynki
Tomarynki – osada w Polsce położona w województwie warmińsko-mazurskim, w powiecie olsztyńskim, w gminie Gietrzwałd. W latach 1975–1998 miejscowość administracyjnie należała do województwa olsztyńskiego.
Zachodnia część wsi Gietrzwałd, nazwa osady utworzona od sąsiedniej wsi Tomaryny, jest pochodzenia staropruskiego.